# Johan Museeuw
Johan Museeuw (Varsenare, 13 ottobre 1965) è un ex ciclista su strada e ciclocrossista belga, professionista dal 1988 al 2004.
Fu campione del mondo su strada nel 1996 a Lugano; ottenne anche due vittorie finali in Coppa del mondo su strada, unitamente ad undici successi nelle gare della competizione, più di ogni altro partecipante. Tra le vittorie delle prove della Coppa risaltano le classiche del nord: si impose in tre Parigi-Roubaix e in tre Giri delle Fiandre, tanto da guadagnarsi il soprannome di "Leone delle Fiandre" , appellativo dato in precedenza anche a Fiorenzo Magni.

## Carriera
Passa professionista nel 1988 con la ADR. Nel 1990, trasferitosi alla Lotto, vince due tappe al Tour de France, quella di Mont Saint-Michel e quella finale sugli Champs-Élysées, e conclude secondo nella classifica a punti della Grande Boucle. L'anno dopo, oltre a salire per la prima volta sul podio del Giro delle Fiandre, secondo, conquista il primo successo in una prova di Coppa del mondo, il Meisterschaft von Zürich. Nel 1992 è terzo alla Milano-Sanremo e, per la prima volta, campione nazionale belga (si ripeterà nel 1996).
Dal 1993 al 1994 è nelle file della GB di Patrick Lefevere: si aggiudica il Giro delle Fiandre, prima affermazione in una classica "monumento", e la Parigi-Tours nel 1993, l'Amstel Gold Race nel 1994. All'inizio del 1995 si trasferisce alla Mapei insieme a Lefevere: è nelle sei stagioni seguenti che ottiene i risultati più importanti. Arrivano infatti i trionfi in due Parigi-Roubaix (1996 e 2000), in due Giri delle Fiandre (1995 e 1998, più due terzi posti), nonché il titolo di campione del mondo in linea ottenuto a Lugano nel 1996 e le due Coppe del mondo nel biennio 1995-1996.
Nell'agosto 2000 è vittima di un incidente stradale in moto, si procura la frattura del perone, della clavicola sinistra e di diverse costole, oltre ad un'emorragia cerebrale ma riesce comunque a rimettersi in tempi relativamente brevi. L'anno dopo segue Lefevere alla nuova Domo-Farm Frites; in quella stagione si piazza secondo alla Parigi-Roubaix, mentre nel 2002 vince per la terza volta la "Regina delle classiche", oltre ad imporsi nella HEW Cyclassics ad Amburgo e classificarsi secondo al Giro delle Fiandre. Nell'aprile 2004 tenta l'impresa, la quarta vittoria alla Roubaix, ma questa volta è costretto alla resa per una foratura: chiuderà in quinta posizione, insieme ad un altro grande deluso del giorno, il connazionale e rivale Peter Van Petegem anch'egli bloccato da problemi meccanici. Il mese dopo dà l'addio alle corse con una kermesse a Gistel, a cui assistono settanta colleghi e cinquantamila tifosi a festeggiarlo.
Sempre nel 2004 viene squalificato per quattro anni (due effettivi) dalla Federciclismo belga a causa del coinvolgimento nell'indagine sul traffico di sostanze dopanti legata alla figura del veterinario belga José Landuyt. Nel marzo 2006 viene rinviato a giudizio dalla Procura di Courtrai, con l'accusa di aver detenuto eritropoietina, aranesp e desametasone, sostanze proibite dalla WADA: due anni e mezzo dopo viene condannato a dieci mesi di detenzione con la condizionale. Nel 2007 aveva intanto ammesso di aver fatto uso di sostanze dopanti nel corso della stagione 2003.

## Palmarès
- 1988 (ADR, una vittoria)

Grote Prijs Briek Schotte
- 1989 (ADR, due vittorie)

5ª tappa Giro del Belgio (Haacht > Lovanio)
Grand Prix Deutsche Weinstrasse
- 1990 (Lotto, otto vittorie)

1ª tappa Quatre Jours de Dunkerque (Dunkerque > Dunkerque)
1ª tappa Tour de l'Oise (Beauvais > Creil)
À travers le Morbihan
2ª tappa Driedaagse De Panne - Koksijde (Herzele > Koksijde)
4ª tappa Tour de France (Nantes > Mont Saint Michel)
21ª tappa Tour de France (Brétigny > Paris-Champs Elysées)
Omloop van het Houtland
3ª tappa Tour of Ireland (Kenmare > Killarney)
- 1991 (Lotto, otto vittorie)

2ª tappa Vuelta a Andalucía (San Fernando > Dos Hermanas)
5ª tappa Vuelta a Andalucía (Motril > Jaén)
5ª tappa Quatre Jours de Dunkerque (Laon > Tourcoing)
3ª tappa, 2ª semitappa Grand Prix du Midi Libre (Pézenas > Palavas-les-Flots)
Campionato di Zurigo
Kampioenschap van Vlaanderen
2ª tappa Tour of Britain (Coventry > Lincoln)
3ª tappa Tour of Ireland (Galway > Limerick)
- 1992 (Lotto, sette vittorie)

1ª tappa Euskal Bizikleta (Eibar > Gatika)
5ª tappa Vuelta a Andalucía (Guadix > Jaén)
1ª tappa Volta a la Comunitat Valenciana (Jávea > Jávea)
2ª tappa Volta a la Comunitat Valenciana (Jávea > Castella)
E3 Prijs Vlaanderen
Campionato nazionale del Belgio in linea
1ª tappa, 2ª semitappa Vuelta a los Valles Mineros
- 1993 (GB, sette vittorie)

Grand Prix Wielerrevue
4ª tappa Parigi-nizza (Roanne > St Etienne)
Dwars door België
Giro delle Fiandre
4ª tappa Hofbrau Cup (Stoccarda > Stoccarda)
1ª tappa Tour de Suisse (Affoltern am Albis > Affoltern am Albis)
Parigi-Tours
- 1994 (GB, quattro vittorie)

Amstel Gold Race
Kuurne-Bruxelles-Kuurne
8ª tappa Tour de Suisse (Sion > Gstaad)
Druivenkoers
- 1995 (Mapei, nove vittorie)

Trofeo Laigueglia
Driedaagse van West-Vlaanderen
Druivenkoers
6ª tappa Quatre Jours de Dunkerque (Boulogne sur Mer > Cassel)
Classifica generale Quatre Jours de Dunkerque
Giro delle Fiandre
Gran Premio di Svizzera
Grand Prix Eddy Merckx
Kampioenschap van Vlaanderen
- 1996 (Mapei, sei vittorie)

Freccia del Brabante
Parigi-Roubaix
Campionati belgi, Prova in linea
Omloop Mandel-Leie-Schelde
1ª tappa Giro di Puglia (Bari > Alberobello)
Campionati del mondo, Prova in linea
- 1997 (Mapei, otto vittorie)

2ª tappa Vuelta a Andalucía (La Rinconada > Puente Genil)
4ª tappa Vuelta a Andalucía (Cabra > Malaga)
5ª tappa Vuelta a Andalucía (Torrox Costa > Granada)
Kuurne-Bruxelles-Kuurne
Classifica generale Driedaagse De Panne
3ª tappa Quatre Jours de Dunkerque (San Quintino > San Quintino)
Classifica generale Quatre Jours de Dunkerque
Grand Prix Breitling (cronocoppie con Oscar Camenzind)
- 1998 (Mapei, tre vittorie)

E3 Prijs Vlaanderen
Freccia del Brabante
Giro delle Fiandre
- 1999 (Mapei, tre vittorie)

Grote Prijs Briek Schotte
Dwars door België
Omloop Mandel-Leie-Schelde
- 2000 (Mapei, tre vittorie)

Omloop Het Nieuwsblad
Freccia del Brabante
Parigi-Roubaix
- 2002 (Domo, cinque vittorie)

2ª tappa Tre Giorni delle Fiandre Occidentali
Parigi-Roubaix
3ª tappa Tour de Wallonie (Arlon > Namur)
Classica di Amburgo
- 2003 (Quickstep, tre vittorie)

Omloop Het Volk
3ª tappa Post Danmark Rundt (Hammel > Kolding)
Omloop Mandel-Leie-Schelde

### Altri successi
- 1989 (ADR)

Deerlijk (Criterium)
Oostende (Criterium)
- 1990 (Lotto)

Aalst (Criterium)
Eeklo (Criterium)
Valkenswaard (Criterium)
Dilsen (Criterium)
- 1991 (Lotto)

Bavikhove (Criterium)
Deerlijk (Criterium)
De Haan (Criterium)
- 1992 (Lotto)

Witte Donderdagprijs-Bellegem (Criterium)
Peer (Criterium)
- 1993 (GB)

Bavikhove (Criterium)
Hengelo (Criterium)
1ª tappa Hofbrau Cup (Enzklösterle, cronosquadre)
4ª tappa Tour de France (Avranches, cronosquadre)
- 1994 (GB)

Ronde van Made (Criterium)
Amsterdam Rai Derny Race (Derny)
Wielsbeke (Criterium)
4ª tappa Tour de France (Eurotunnel, cronosquadre)
Geraardsbergen (Criterium)
Oostrozebeke (Criterium)
- 1995 (Mapei)

Bavikhove (Criterium)
Grazer Altstadt Kriterium (Criterium)
Classifica finale Coppa del mondo
- 1996 (Mapei)

Classifica generale Coppa del mondo
- 1997 (Mapei)

Gala Tour de France (Criterium)
Peer (Criterium)
Grote Prijs Stad Kortrijk (Criterium)
- 1999 (Mapei)

Bavikhove (Criterium)
- 2001 (Domo)

Wilrijk (Criterium)
- 2002 (Domo)

Ronde van Made (Criterium)
Profronde van Almelo (Criterium)
- 2003 (Quickstep)

Antwerpen (Derny)
- 2004 (Quickstep)

Afscheidscriterium Johan Museeuw (Criterium)

## Piazzamenti

### Grandi Giri
- Tour de France

1988: ritirato (18ª tappa)
1989: 106º
1990: 81º
1991: ritirato
1992: 73º
1993: 50º
1994: 80º
1995: 73º
1996: 95º
1997: ritirato (18ª tappa)
2001: ritirato (13ª tappa)

### Classiche monumento
- Milano-Sanremo

1990: 9º
1992: 3º
1993: 32º
1994: 12º
1995: 12º
1996: 8º
1997: 40º
1998: 36º
1999: ritirato
2000: 15º
2001: 80º
- Giro delle Fiandre

1989: 62º
1990: ritirato
1991: 2º
1992: 14º
1993: vincitore
1994: 2º
1995: vincitore
1996: 3º
1997: 13º
1998: vincitore
1999: 3º
2000: 33º
2001: 16º
2002: 2º
2003: 38º
2004: 16º
- Parigi-Roubaix

1990: 12º
1991: 16º
1992: 7º
1993: 4º
1994: 13º
1995: 3º
1996: vincitore
1997: 3º
1998: ritirato
1999: 9º
2000: vincitore
2001: 2º
2002: vincitore
2003: 33º
2004: 5º
- Liegi-Bastogne-Liegi

1992: 36º
1993: 12º
1994: 58º
1995: 13º
1997: 6º
2000: 90º
2002: ritirato
- Giro di Lombardia

1996: 13º

### Competizioni mondiali
- Campionati del mondo

Ronse 1988 - In linea: ritirato
Utsunomiya 1990 - In linea: ritirato
Stoccarda 1991 - In linea: 81º
Oslo 1993 - In linea: 4º
Agrigento 1994 - In linea: ritirato
Lugano 1996 - In linea: vincitore
San Sebastián 1997 - In linea: 8º
Verona 1999 - In linea: 12º
Lisbona 2001 - In linea: 35º
Zolder 2002 - In linea: 107º
- Giochi olimpici

Atlanta 1996 - In linea: 10º

## Riconoscimenti
- Kristallen Fiets del giornale Het Laatste Nieuws nel 1993, 1995, 1996, 1997 e 2002
- Sprint d'Or nel 1995, 1996, 1997 e 2002
- Velo d'Or della rivista Vélo Magazine nel 1996
- Mendrisio d'Oro del Velo Club Mendrisio nel 1996
- Trofeo belga per il Merito sportivo nel 1996
- Premio Bici al Chiodo dell'Associazione Nazionale Ex Corridori Ciclisti nel 2005